# Мишел Заунер
Мишел Чонгми Заунер (на английски: Michelle Chongmi Zauner) е американска певица.
Родена е на 29 март 1989 година в Сеул в семейството на американски търговец с еврейски произход и корейка. Няколко месеца по-късно родителите ѝ се преместват в Юджийн, където тя израства. През 2011 година завършва Бринмарския колеж, след което започва да се занимава с музика във Филаделфия. Получава широка известност като водещ вокалист и автор на песни на основаната през 2013 година инди поп група „Джапаниз Брекфаст“. През 2021 година издава станалата популярна мемоарна книга „Сълзи по Умма“ (Crying in H Mart).